# Hiroto Muraoka
Hiroto Muraoka (村岡 博人, Muraoka Hiroto, Tokio, 19 september 1931 – Tokio, 13 maart 2017) was een Japans voetballer die als doelman speelde.

## Clubcarrière
In 1950 ging Muraoka naar de Tokyo University of Education, waar hij in het schoolteam voetbalde. Nadat hij in 1954 afstudeerde, ging Muraoka spelen voor Kyodai Club. Muraoka beëindigde zijn spelersloopbaan in 1954.

## Japans voetbalelftal
Doelman Hiroto Muraoka debuteerde in 1954 in het Japans nationaal elftal en speelde 2 interlands. Hij werkte later voor Kyodo News.

## Statistieken
| Japans voetbalelftal | Japans voetbalelftal | Japans voetbalelftal |
| Jaar                 | Wed.                 | Dlp.                 |
| -------------------- | -------------------- | -------------------- |
| 1954                 | 2                    | 0                    |
| Totaal               | 2                    | 0                    |